# Mesoptyelus okamotonis
Mesoptyelus okamotonis är en insektsart som beskrevs av Matsumura 1940. Mesoptyelus okamotonis ingår i släktet Mesoptyelus och familjen spottstritar. Inga underarter finns listade i Catalogue of Life.